# 六甲電子
六甲電子株式会社（ろっこうでんし）は
、兵庫県西宮市に本社を置く電子部品加工業者である。

## 事業内容
半導体ウエハの研削・研磨を一貫加工する。MEMSウエハの研削・研磨も行う。